# ニュルンベルク派
ニュルンベルク派（にゅるんべるくは）は、ドイツの玩具メーカーの通称。

## 概要
20世紀初頭、ニュルンベルク（Nürnberg）周辺に玩具メーカーが集積していたことからこのように呼ばれる。
イギリスのバセット・ローク社の下請けで鉄道模型や蒸気機関模型を製造していたビング、メルクリンや精巧なスターリングエンジン等の模型を製造していたジョージ・カレット、船舶模型を製造していたSchoennerやミニカーを製造していたSchuco等が存在したが、2度の世界大戦やその後の混乱により、倒産、廃業した。当時のメーカーは現在、メルクリン等、数社のみ存続している。ただし、本社機能や生産拠点は移転し、実質的にブランドのみ存続している物も含む。
現在でも毎年2月に世界最大級のトイショー『ニュルンベルク国際玩具見本市』が開催され、世界中から玩具・模型関係者が商談に訪れる。
日本では、かつて軽井沢の軽井沢ワールドトイミュージアムにこれら製品の一部が展示されていたが、同館の閉館後は栃木県の壬生町に所在するバンダイミュージアムに展示品を移動した。

## 主なメーカー
- メルクリン
- ビング
- Schuco
- ショーナー
- ジョージ・カレット